# 数学典故
数学典故（すうがくてんこ）とは、中国で典型的な算数の文章題を一種の読み物として小学生に与えるもので、主なものは、普喬柯趣題（プチョルコしゅだい）、鬼谷算（きこくさん）、牛吃草（ぎゅうきつそう）、鶏兎同篭（けいとどうりゅう）の4つで、ほかに教我如何不想他（ちょううおのうはあぷしゃんた）、抽斗原理（ひきだしげんり）などを加える人もいる。

## 普喬柯趣題
「割合」整数の問題。旧ソ連ビテブスクの著名な数学者、数学教育学者プチョルコの考案したもの。
≪Методика преподавания арифметики в начальной школе. Пособие для учителей≫
（小学校で教える算数のメソッド。教師のためのハンドブック）による。
プチョルコは、1951年に『算数教授法』を書いた。この本の中に下のような面白い問題を載せた。
普喬柯趣題問題
商店内に3日間で全部で1026メートルの布を売ります。 第2日目は第1日の2倍を売ります。第3日は第2日目の3倍を売ります。 3日間に、それぞれ、何メートルの布を売りましたか。
普喬柯趣題解法
第1日に売る長さを1とします；翌日は第1日の2倍とします；第3日は翌日の3倍だから、第1日の2×3倍です。
あわせて第1日の布を売る長さから出していくことができる。

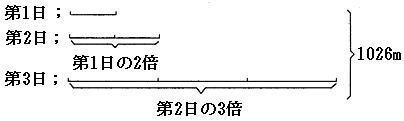
数学典故「プチョルコ趣題」の解法に関する図

1026÷（ｌ＋2＋6）＝1026÷9＝114 （ｍ）
114×2＝228 （ｍ）
228×3＝684 （ｍ）
だから3日間に売った布の長さはそれぞれ、
114m、228m、684m。
同じように考えて、次の問題を解きましょう。
練習問題
4人の被災者救済寄付金があります。 乙は甲の2倍を寄付しました。丙は乙の3倍を寄付しました。丁は丙の4倍を寄付しました。4人の寄付金は全部で13200円でした。4人はそれぞれ何円寄付しましたか。
プチョルコ趣題の意義
この問題を小学の低学年に取り組ませる重要性について「もとにする量が1つの問題の中に複数ある「割合分数」や「割合小数」に取り組ませる前に、「割合整数」を体験させるとよい。また、この問題は、十進数や二進法など、位どり記数法について、自由な思考が育まれるという人もいる。

## 鬼谷算
「中国の剰余定理」の原型とされる。
中国の漢の時代に韓信という大将がいた。
彼は毎回部隊を集結して、兵を三列縦隊させたときのはしたの人数、兵を五列縦隊させたときのはしたの人数、
兵を七列縦隊させたときのはしたの人数,それぞれ、1～3、1～5、1～7の数を報告させ、
彼は兵が何人いるか分かったという。
彼のこの巧みな計算を、人々は鬼谷算（きこくさん不思議な計算）
とか韓信点兵（かんしんてんぺい）と呼んでいた。
これが、のちに世界で「中国の剰余定理」といわれるようになった。
明代に到って、数学者の程大位（ていだいい）は鬼谷算を要約した「孫子歌」を
著書「直指算法統宗」に載せた。「直指算法統宗」は「算法統宗」と略称され広まった。
古い算法書が入手しにくかったころに、自分でコツコツ集めた算法書の面白いところを
抜粋して紹介したもので、中国内に人気を集め、日本にも広まり、関孝和や吉田光由に
影響を与えた。
関孝和の『括要算法』の亨巻(こうのまき) に「算法統宗」に載っている「孫子歌」を紹介している。
『括要算法』は元巻、亨巻、利巻、貞巻の4巻からなり、亨巻とは第2巻ということにあたる。
吉田光由は『塵劫記』で「百五減算」という造語で紹介している。
「算法統宗」に載っている「孫子歌」
三人同行七十稀、五樹梅花廿一枝、七子団円月正半、除百零五便得知。
（3人がそろって70になることは珍しい。5本の木の梅の花が21個。
7人の子どもが正月15日に集まった。105をひくとわかる。）
この詩の本当の意味は「3でわった余りに70をかけ、5でわった余りに21をかけ、7でわった余りに15をかけ、その合計から105をひくとわかる。」である。

## 牛吃草
牛頓問題ともいい、ニュートンが大学の教科書「Arithmetica Universalis」に取り入れた問題が起こりとされる。
ニュートンの授業は，初め，難しくて理解できる学生はいなかった。それで、やさしい導入を入れたので，ニュートンは評判をあげた。
　そうした工夫の中で生まれた講義録がのちの1707年に出版された
『普遍算術（アリスメティカユニバーサルス）』という本だった。
この中には「アルキメデスと王冠調べ」に続いて「牛が草を食う問題」
というのがあった。
「牛が草を食う問題」はまた今日，中国の数学典故の1つ「牛吃草（牛頓問題）」
といわれている。
今日これは日本でしばしば『ニュートン算』と称され、典型的な難問文章題の
1つのパターンとして中学入試算数にもよく出題されている。
中学入試のニュートン算には、「牛が草を食べる問題」から、
「窓口に並ぶ客をさばく問題」「泉から水を汲みだす問題」などがある。ニュートン算は広義の「追いつき旅人算」ともみられるが、
「旅人算」自身初めは難しいと思われがちなので、
別々に教えて，ある程度それぞれを理解したころ合いを見計らって、
関連付けた方が分かりやすいという人もいる。
「追いつき旅人算」は位置を移動する2つの者（物）の隔たりの推移に関する問題と言えるが、ニュートン算は移動以外のものの「広義の追いつき旅人算」と言える。
小学生には難解といわれる追いつき旅人算，ニュートン算だが，「速さのたしひき」がコツで，いったんここを通過できると機械的に解けるようになる。だが，水道方式で鳴る，数学者で数学教育学者の東京工業大学名誉教授遠山啓博士は速さなど内包量（度・率など割合の量）のたしひきは教えるべきではないと主張なさっておられた。

## 鶏兔同篭
日本でいう鶴亀算のことで、もともとは雉兎同篭といっていた。中国「孫子算経（そんしさんきょう）」が起こりとされる。

## 教我如何不想他
覆面算の一種、同名の歌、映画が起こり。中国の言語学者劉半農（りゅうばんのう）が作った歌詞をのちの人が算数の覆面算にしたもの。劉半農が作った元の題名は「教我如何不想她」で、題に含まれる「她」の文字は劉半農が作ったという説もある。
この詩は、これも言語学者の趙元任が作曲して、映画になるなど大変はやったこともあって、次のような「覆面算」ができた。

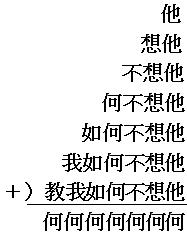
覆面算（教我如何不想他）

## 抽斗原理
鳩ノ巣原理、ディリクレの原理などとも呼ばれている。
無限のことを有限のことばで表現する方法の1つとして「数学的帰納法」やこの「抽斗原理」を位置づけている。